# Arta Mala
Arta Mala je nenaseljeni otočić u hrvatskom dijelu Jadranskog mora.
Njegova površina iznosi 0,389 km². Dužina obalne crte iznosi 2,97 km.